# هیدروکورتیزون-۱۷-بوتیرات
هیدروکورتیزون-۱۷-بوتیرات (به انگلیسی: Hydrocortisone-17-butyrate) با فرمول شیمیایی C۲۵H۳۶O۶ یک ترکیب شیمیایی با شناسه پاب‌کم ۲۶۱۳۳ است. که جرم مولی آن ۴۳۲٫۵۵ g/mol می‌باشد. 